# 疊層石

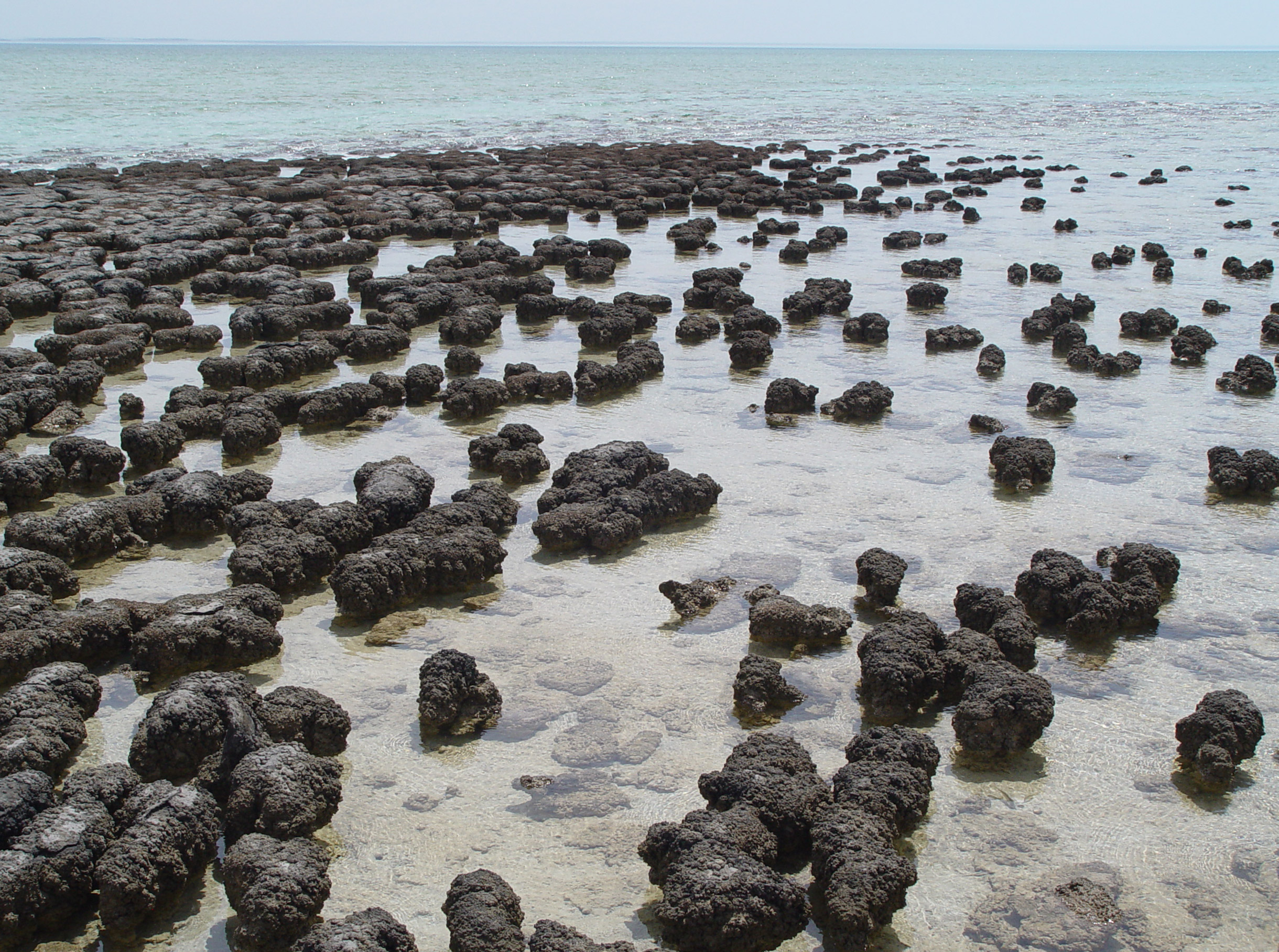
澳洲西部鯊魚灣的現代疊層石。

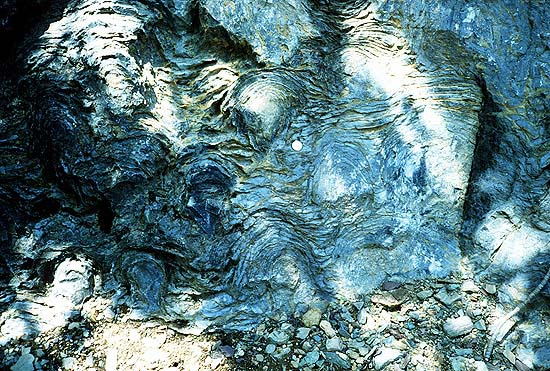
前寒武紀的疊層石，位於美國的冰河國家公園。

疊層石（英語：Stromatolite，或稱層疊石，源自希臘文strōma與lithos）可定義為「從某一點或有限的表面開始增生，並聚集石化，形成逐漸增大的沉澱物生成構造」。自然界中有許多不同型態的疊層石，包括圓錐狀、層狀、分枝狀、圓頂狀或圆柱狀等。
一般認為疊層石是由一些微生物，尤其是藍綠菌（舊稱藍綠藻）所黏結堆砌而成，不過事實上古代的疊層石只有少數含有微生物化石。關於如何有效辨識生物性與非生物疊層石，是地質學的研究對象之一。地球上有許多形成於前寒武紀的疊層石，其中較早的（如太古元）可能是單細胞藍菌聚落所遺留的化石；較晚的（如顯生元）則可能為真核綠藻的早期型態。而澳洲西部最古老的藍綠菌疊層石為35億年。
現代疊層石主要可見於鹽湖或潟湖當中，這些極端地帶較缺乏動物的覓食，例如澳洲西部的鯊魚灣哈美林池。此外位於墨西哥北部沙漠的Cuatro Ciénegas，也有發現一些處於淡水之中的疊層石。

## 形成
藍菌行光合作用，周圍的二氧化碳開始減少，產生了碳酸鈣的沉澱。這些沉澱物被一層細菌的菌落周圍的黏液抓住，這個過程不斷進行，就變成了一層層的菌體和沉澱物的組合，也就是疊層石。

## 外部連結
- Odd Rock Structures Could be Earliest Signs of Life （页面存档备份，存于）
- Virtual Field Trip using NASA Tools to Australian Stromatolites Archive.today的存檔，存档日期2012-11-27
- Recent developments in stromatolite research by ScienceDaily （页面存档备份，存于）
- Research Initiative of Bahamian Stromatolites